# Egipatska vaterpolska reprezentacija
Egipatska vaterpolska reprezentacija predstavlja državu Egipat u športu vaterpolu.
U svjetskim mjerilima nije postigla ni jedan veliki rezultat, niti je ikad bila utjecajnim čimbenikom u svjetskom vaterpolu.
Zbog svoje nejakosti, a radi poboljšanja vlastite igre, odnosno naprjedovanja u igri, Egipat ne šalje svoje klubove, nego najbolju postavu na pojedina europska natjecanja, kao što je COMEN kup 2001...

## Nastupi na velikim natjecanjima

### Olimpijske igre
- 1948.: 7. mjesto
- 1952.: 9. – 12. mjesto
- 1960.: 9. – 12. mjesto
- 1964.: 9. – 12. mjesto
- 1968.: 15. mjesto
- 2004.: 12. mjesto

### Svjetska prvenstva
- 1982.: 15. mjesto
- 1991.: 15. mjesto

### Svjetske lige
- 2008.: 10. mjesto

### Razvojni trofej FINA-e u vaterpolu
- 2013.:  srebro